# لله لوي تراب
لله‌ لوي تراب هي قرية في مقاطعة أرومية، إيران. عدد سكان هذه القرية هو 295 في سنة 2006.